# دورة الألعاب الآسيوية
دورة الألعاب الآسيوية أو الأسياد، هو حدث رياضي متعدد الآلعاب يجمع رياضيي قارة آسيا. ينظم مرة كل أربع سنوات من قبل المجلس الأولمبي الآسيوي وتحت إشراف اللجنة الأولمبية الدولية. تمنح فيه ميداليات ذهبية للفائز الأول وفضية للفائز الثاني وبرونزية للثالث وفي مختلف الألعاب. وقد بدأ تنظيمها في عام 1951. يشارك الرياضيون الآسيويون في الدورة على ضوء ترشيحهم من قبل اللجان الأولمبية الوطنية لبلدانهم. حيث يعزف السلام الوطني ويرفع علم البلد الفائز بالميداليات. ويتم عرض جدول الدول الفائزة بالميداليات في كل دورة. يشترك في الألعاب كل الدول المستقلة المعروفة ضمن قارة آسيا. إضافة إلى مشاركة بعض الدول غير المستقلة والتابعة فعليا لدول آسيوية أخرى. كتايوان التي منحت اسم تايبيه الصينية لأجل المشاركة في الدورة بسبب وضعها السياسي الخاص. والتي استضافت الدورة من الأول وحتى الخامس عشر من ديسمبر كانون الأول عام 2006. تم تنظيم الدورة السادسة عشر في مدينة قوانتشو الصينية في الفترة من 12 وحتى 27 نوفمبر عام 2010.

## تاريخ الدورة
تعود البداية الأولى لانطلاقة الألعاب الآسيوية إلى بداية القرن العشرين. حين نظمت دورة ألعاب الشرق الأقصى للفترة من عام 1913 وحتى 1934. بمشاركة العديد من دول شرق آسيا كاليابان والصين والفلبين وماليزيا وتايلاند وهونغ كونغ واندونيسيا. غير أنها توقفت في العام 1937 بعد الاجتياح الياباني للصين الذي مهد لقيام الحرب العالمية الثانية.
بعد الحرب العالمية الثانية. وبعد ازدياد عدد الدول الآسيوية التي نالت استقلالها. فقد ازدادت الرغبة بين شعوب هذه الدول لتقوية الروابط بين بعضها البعض والاستعاضة عن التنافس لغة الحرب والدمار إلى التنافس في ميادين الرياضة.. ولأجل ذلك فقد لاقت الفكرة التي اقترحها الهندي غورو دوت سوندهاي رئيس اللجنة الأولمبية الهندية في أولمبياد لندن عام 1948 تجاوباً لدى وفود الدول الآسيوية المشاركة في الدورة. وكان ذلك بداية لتشكيل الاتحاد الآسيوي للألعاب الرياضية للهواة. الذي سمي اتحاد الألعاب الآسيوية (Asian Games Federation) في الاجتماع الذي عقد في نيودلهي في 13 فبراير من عام 1949 والذي انتخب بموجبه الهندي يابندرا سنغ كاول رئيس للاتحاد وبحضور ممثلين عن 9 دول آسيوية.
وقد صاغ الهندي سوندهاي صاحب فكرة الألعاب الآسيوية. رمز الألعاب الدائم وهو عبارة عن شمس حمراء ساطعة (تمثل الشباب الآسيوي) تتوسط خلفية بيضاء ويحيط بها حلقات ذهبية صغيرة تمثل عددها الدول الأعضاء المشاركة في الاتحاد. وقد تم إضافة عبارة (ever onword) اعتبارا من الدورة العاشرة في سيؤول عام 1986 .

## الهيكلية الاتحادية
في عام 1962 وخلال الدورة الرابعة في جاكارتا (أندونيسيا). واجهت مشاركة جمهورية الصين (فرموزا، تايوان) وإسرائيل معارضة شديدة من الدولة المنظمة وعدد من الدول الآسيوية. وفي عام 1970 تخلت كوريا الجنوبية عن تنظيم الدورة لأسباب أمنية فحلّت تايلاند محلها وهي التي سبق لها استضافة الدورة السابقة في عام 1966. كما واجهت الدورة مصاعب أخرى في عام 1973 بعد الاعتراف العالمي بجمهورية الصين الشعبية. واعتراض الدول العربية على مشاركة إسرائيل في الدورة. وفي عام 1977 اعتذرت باكستان عن تنظيم الدورة بسبب الوضع المتأزم مع بنغلاديش والهند. فنظمت الألعاب في بانكوك تايلاند للمرة الثالثة خلال 12 عاما.
ونتيجة لكل تلك الصعوبات. فقد قررت الدول الآسيوية حل اتحاد الألعاب الآسيوية وتشكيل اتحاد جديد سمي ب المجلس الأولمبي الآسيوي الذي تأسس رسميا في الخامس من ديسمبر كانون الأول عام 1982 على هامش الدورة التاسعة في نيودلهي برئاسة الشيخ فهد الأحمد الصباح. بعد أن كانت الدول الآسيوية قد اتفقت على ولادة المجلس في نوفمبر تشرين الثاني من العام السابق. لتكون الدورة التاسعة في نيودلهي آخر دورة تنظم تحت مظلة اتحاد الألعاب الآسيوية. حيث أخذ المجلس الأولمبي الآسيوي على عاتقه مهمة تنظيم الألعاب اعتبارا من الدورة العاشرة في سيؤول عام 1986.
وتحت قيادة المجلس الأولمبي الآسيوي. فقد تم استبعاد إسرائيل نهائيا من المشاركة في الدورات. كما تم السماح لتايوان بالمشاركة لاحقا تحت اسم (الصين تايبيه). وفي عام 1994، ورغم اعتراضات بعض الدول الآسيوية وافق المجلس على انضمام عدد من جمهوريات الاتحاد السوفيتي السابق والمتواجدة ضمن الرقعة الجغرافية لقارة آسيا. وهي كازاخستان وقيرغيزستان وأوزبكستان وتركمانستان وطاجيكستان. وفي عام 2006 رفض المجلس طلبا مماثلا من أستراليا للانضمام.[بحاجة لمصدر] لأنه سيكون خياراً غير عادل للدول الصغيرة في قارة أوقيانوسيا إذا ما غادرتها أستراليا. حسب قول الشيخ أحمد الفهد رئيس المجلس الأولمبي الآسيوي.[بحاجة لمصدر]

## الدورات الآسيوية
| السنة | الدورة           | البلد          | المدينة المستضيفة |
| ----- | ---------------- | -------------- | ----------------- |
| 1951  | الأولى           | الهند          | نيودلهي           |
| 1954  | الثانية          | الفلبين        | مانيلا            |
| 1958  | الثالثة          | اليابان        | طوكيو             |
| 1962  | الرابعة          | إندونيسيا      | جاكارتا           |
| 1966  | الخامسة          | تايلاند        | بانكوك            |
| 1970  | السادسة          | تايلاند        | بانكوك            |
| 1974  | السابعة          | إيران          | طهران             |
| 1978  | الثامنة          | تايلاند        | بانكوك            |
| 1982  | التاسعة          | الهند          | نيودلهي           |
| 1986  | العاشرة          | كوريا الجنوبية | سول               |
| 1990  | الحادية عشرة     | الصين          | بكين              |
| 1994  | الثانية عشرة     | اليابان        | هيروشيما          |
| 1998  | الثالثة عشر      | تايلاند        | بانكوك            |
| 2002  | الرابعة عشر      | كوريا الجنوبية | بوسان             |
| 2006  | الخامسة عشر      | قطر            | الدوحة            |
| 2010  | السادسة عشر      | الصين          | غوانغ زهو         |
| 2014  | السابعة عشر      | كوريا الجنوبية | إنشيون            |
| 2018  | الثامنة عشر      | إندونيسيا      | جاكرتا وفلمبان    |
| 2022  | التاسعة عشر      | الصين          | هانغتشو           |
| 2026  | العشرون          | اليابان        | ايتشي وناغويا     |
| 2030  | الحادية والعشرون | قطر            | الدوحة            |
| 2034  | الثانية والعشرون | السعودية       | الرياض            |

## الألعاب
| - ألعاب القوى (جميع الدورات) - كرة السلة (جميع الدورات) - كرة القدم (جميع الدورات) - السباحة (جميع الدورات) - رفع الأثقال (جميع الدورات عدا 1962) - الدراجات الهوائية(جميع الدورات عدا 1954) - الملاكمة (منذ 1954) - الرماية (منذ 1954) - المصارعة (منذ 1954) - الكرة الطائرة (منذ 1958) - هوكي (منذ 1958) - تنس الطاولة (من 1958 إلى 1966 ومنذ 1974) - التنس (من 1958 إلى 1966 ومنذ 1974) - الريشة الطائرة (منذ 1962) - القوارب الشراعية(1970 ومنذ 1978) | - الجمباز (منذ 1974) - المبارزة(من 1974 إلى 1978 ومنذ 1986) - القوس والسهم(منذ 1978) - البولينغ(1978 ومنذ 1986) - الغولف(منذ 1982) - كرة اليد (منذ 1982) - التجذيف(منذ 1982) - الفروسية (من 1982 إلى 1986 ومنذ 1994) - الجودو (منذ 1986) - التايكواندو (1986 ومنذ 1994) - الكانو (منذ 1990) - الكابادي(منذ 1990) - السيباك تاكرو (منذ 1990) - السوفتبول(منذ 1990) - الووشو(منذ 1990) | - البيسبول (منذ 1994) - الكاراتيه(منذ 1994) - السوفت تنس(منذ 1994) - الخماسية الحديثة (1994و2002) - البلياردو (منذ 1998) - الركبي (منذ 1998) - الإسكواش(منذ 1998) - كمال الأجسام(2002 و2006) - الشطرنج (منذ 2006) - الترياثلون(منذ 2006) |

## الدول المشاركة
يشارك في الألعاب جميع الدول والمناطق المنضوية تحت عضوية المجلس الأولمبي الآسيوي وعددها 45 دولة ومنطقة وهي:
| - بروناي - كمبوديا - تيمور الشرقية - إندونيسيا - لاوس - ماليزيا - بورما - الفلبين - سنغافورة - تايلاند - فيتنام - الصين - تايوان - غوام - هونغ كونغ | - اليابان - كوريا الشمالية - كوريا الجنوبية - ماكاو - منغوليا - البحرين - إيران - العراق - الأردن - الكويت - لبنان - عمان - فلسطين - قطر - السعودية | - سوريا - الإمارات العربية المتحدة - اليمن - أفغانستان - بنغلاديش - بوتان - الهند - قرغيزستان - المالديف - نيبال - باكستان - سريلانكا - طاجيكستان - تركمانستان - أوزبكستان |

## وصلات خارجية
- المجلس الأولمبي الآسيوي (بالإنجليزية)
- الألعاب الآسيوية